# Тарнава-Гура
Тарнава-Гура (пол. Tarnawa-Góra) — село в Польщі, у гміні Москожев Влощовського повіту Свентокшиського воєводства.
Населення — 275 осіб (2011).
У 1975-1998 роках село належало до Ченстоховського воєводства.

## Демографія
Демографічна структура на день 31 березня 2011 року:
|          | Загалом | Допрацездатний вік | Працездатний вік | Постпрацездатний вік |
| -------- | ------- | ------------------ | ---------------- | -------------------- |
| Чоловіки | 150     | 22                 | 101              | 27                   |
| Жінки    | 125     | 19                 | 65               | 41                   |
| Разом    | 275     | 41                 | 166              | 68                   |